# Хотта
Озеро Хотта (англ. Hottah Lake) — озеро в Северо-Западных территориях в Канаде. Расположено южнее Большого Медвежьего озера. Одно из больших озёр Канады — площадь водной поверхности равна 840 км², общая площадь — 918 км², шестое по величине озеро Северо-Западных территорий. Высота над уровнем моря 180 метров.
В летнее время озеро является одним из центров любительского рыболовства в Канаде. Специализация: озёрная форель и арктический хариус.